# Lyons-Atlas Company
Lyons-Atlas Company war ein US-amerikanischer Hersteller von Automobilen, Motoren und Traktoren.

## Unternehmensgeschichte
Die Brüder George W., James W. und William P. Lyons gründeten 1912 das Unternehmen. Der Sitz war in Indianapolis in Indiana. Dazu kauften sie die Atlas Engine Works aus der gleichen Stadt auf. Der Konstrukteur Harry A. Knox kam von der Atlas Motor Car Company. Sie begannen 1913 mit der Produktion von Personenkraftwagen. Der Markenname lautete Lyons-Knight. Im August 1915 zog sich Knox zurück. Daraufhin endete die Produktion von Straßenfahrzeugen.
Während des Ersten Weltkriegs entstanden Bootsmotoren für Großbritannien. 1916 wurde die Hume Manufacturing Company übernommen und daraufhin Traktoren hergestellt.
Am 23. Juni 1918 kam es zum Zusammenschluss mit der Hill Pump Company zur Midwest Engine Corporation.

## Pkw
Alle Fahrzeuge hatten einen Schiebermotor nach System von Charles Yale Knight.
Von 1913 bis 1914 standen zwei Modelle im Sortiment. Das Model K-4 hatte einen Vierzylindermotor mit 50 PS Leistung. Das Fahrgestell hatte 330 cm Radstand. Tourenwagen mit fünf und mit sieben Sitzen sowie zwei verschiedene Limousinen standen zur Wahl. Das Model K-6 hatte einen Sechszylindermotor mit der gleichen Leistung. Der Radstand war ebenfalls identisch. Einzige Aufbauten waren Tourenwagen mit fünf und mit sieben Sitzen.
1915 gab es nur noch das Vierzylindermodell. Motor und Radstand blieben unverändert. Überliefert sind Tourenwagen und Limousinen mit jeweils fünf oder sieben Sitzen sowie ein zweisitziger Roadster.

## Modellübersicht
| Jahr      | Modell    | Zylinder | Leistung (PS) | Radstand (cm) | Aufbau                                                                                |
| --------- | --------- | -------- | ------------- | ------------- | ------------------------------------------------------------------------------------- |
| 1913–1914 | Model K-4 | 4        | 50            | 330           | Tourenwagen 5-sitzig und 7-sitzig, Limousine                                          |
| 1913–1914 | Model K-6 | 6        | 50            | 330           | Tourenwagen 5-sitzig und 7-sitzig                                                     |
| 1915      | Model K-4 | 4        | 50            | 330           | Tourenwagen 5-sitzig und 7-sitzig, Roadster 2-sitzig, Limousine 5-sitzig und 7-sitzig |